# Sahaswan
Sahaswan ist eine Stadt im indischen Bundesstaat Uttar Pradesh.
Die Stadt ist Teil des Distrikts Badaun. Sahaswan liegt ca. 331 km nordwestlich von Lucknow. Sahaswan hat den Status eines Nagar Palika Parishad. Die Stadt ist in 25 Wards gegliedert. Sie hatte am Stichtag der Volkszählung 2011 66.204 Einwohner, von denen 34.467 Männer und 31.737 Frauen waren. Muslime bilden die Mehrheit der Bevölkerung in der Stadt.
Sahaswan ist der Geburtsort des klassischen Sängers Rashid Khan (1968–2024).